# إهدن

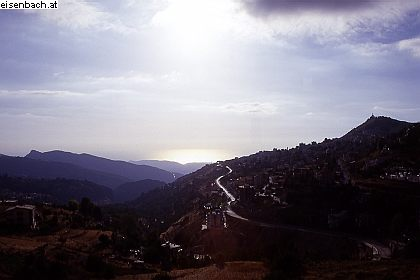
منظر للبلدة

إهدن ، هي بلدة جبلية لبنانية تقع في قضاء زغرتا - الزاوية في محافظة الشمال. ترتبط البلدة بعلاقة خاصة مع مدينة زغرتا (التي تبعد عنها 25 كلم) إذ تشكل عادة المقر الصيفي لجميع العائلات الزغرتاوية كما يقصدها المصطافون من كل مناطق الزاوية والكورة وطرابلس.

## موقع البلدة
ترتفع البلدة 1500 م عن سطح البحر وهي تشكل امتداداً للقرنة السوداء وتبعد 110 كلم عن بيروت و30 كلم عن طرابلس. تضم إهدن كاتدرائية و13 كنيسة كما تضم محمية حرش إهدن الطبيعية. ويطلق عليها اسم عروسة مصايف الشمال.

## التسمية
كلمة إهدن تحريف شعبيّ لكلمة عدن أي الجنّة والفردوس، مقرّ آدم وحواء..... جاء في أقدم مخطوطة تاريخية عن إهدن مايلي: { إهدن قرية قديمة جداً، موقعها في وسط حنّية جبل لبنان لناحية الشمال. وكانت تعرف قديما ب (عدن بتلاسار) (بالفارسية) أي جنة الدائرة.}
كانت إهدن إحدى كبريات قلاع وحصون الاستقلال اللبنانيّ في العصور الحديثة، كما كانت موئل المسيحية ومهد المارونية في جبل لبنان منذ القرن السابع بعد المسيح. عرفت غزوات وحروبا ونكبات كثيرة خلال تاريخها الطويل.
لعب علماء إهدن، خرّيجو المدرسة المارونية في روما، دوراً رياديا في نشأة الحضارة المشرقية والعربية الحديثة. فكان منهم البطريرك جرجس عميرة اللغوي الكبير، مهندس قلاع وحصون الأمير فخر الدين الثاني المعني الكبير، والعلاّمة البطريرك اسطفان الدويهي، ذاكرة الموارنة وأب التاريخ اللبناني والماروني، والعلاّمة جبرائيل الصهيوني، مترجم التوراة الأول إلى اللغات الشرقية، ومؤسّس معهد اللغات الشرقية في الكلية الملكية الفرنسية، والأب أنطونيوس الصهيوني أول شارح ومفسّر لفلسفة أرسطو في تاريخ لبنان والمارونية، والمطران جرجس مارون الدويهيّ، وزير خارجية الأمير فخر الدين وواضع نصوص معاهداته، والمطران سركيس الجمريّ وغيرهم.....

## سياحة دينية
لم يطلق اسم إهدن ومعناه جنة عدن أو الفردوس الأرضي مصادفة على إهدن، فقد كانت تعرف قديما بـ«عدن تشيلاسار» أي جنة الدائرة وهي شكلت مركزاً لانتشار الدين المسيحي ومنها انطلقت الرهبانيات اللبنانية كما أنها تضم العديد من الكنائس المهمة والقديمة المبنية على أنقاض الهياكل الوثنية.
تعتبر السياحة الدينية من أهم مقومات ازدهار إهدن، حيث يحج يومياً في فصل الصيف إلى كنائسها الأثرية، المنتشرة كسور يحيط بها من الاتجاهات كافة، عشرات السياح والمؤمنين. وهي تحتضن في أرجائها 26 كنيسة فمن كنيسة مار ماما الأثرية  التي هي أقدم كنيسة مارونية في الشرق يقابلها كنيسة مار جرجس حيث جثمان وتمثال بطل لبنان يوسف بك كرم، إلى كنيسة مرت مورا مهد الرهبنة اللبنانية وصولاً إلى دير مار يعقوب الأثري الذي كان لفترة كرسياً بطريركيا. ولا بد أيضاً من زيارة دير مار عبدا ومار سركيس وباخوس بالإضافة إلى كنسية مار بطرس وبولس الأثرية وصولاً إلى جبل سيدة الحصن حيث الكنيستان الكبيرة والصغيرة وحيث المناظر المطلة على البحر الأبيض المتوسط والشعور بأنك فوق الغيم عندما يلف الضباب اهدن من جوانبها كافة ما يشكل لوحة فنية تعتبر من أجمل اللوحات التي شكلها الخالق.
وقد يكون دير مار إنطونيوس قزحيا على كتف وادي قنوبين من أهم المعالم السياحية الدينية في المنطقة، هذا الدير الذي هو من أقدم الأديرة ومبني داخل الصخور بطريقة تجعله يبدو وكأنه صخرة عملاقة بداخلها كنيسة ومناسك، وفيه تأسست أول مطبعة في الشرق في العام 1610، كما فيه مغارة يقال أنها تصل الدير بإهدن وإن من لديه مرضا في الأعصاب يشفى لدى زيارتها والتضرع إلى القديس انطونيوس.
ومن قزحيا نزولاً إلى سرعل حيث كنيسة مار مخايل وجثمان الخوري العجائبي المسجى في غرفة ملاصقة لها، والذي رغم مرور مئة سنة ونيف على وفاته ما يزال جثمانه على حاله دون أي تحنيط وصولاً إلى دير مار سمعان إيطو حيث عاشت القديسة رفقا حياتها الرهبانية كراهبة محصنة.

## سياحة بيئية
يهتم القيّمون على إهدن بتنشيط السياحة البيئية لا سيما ان المنطقة تتمتع بمقومات عديدة تجعلها رائدة في هذا الإطار، وقد تكون محمية حرج إهدن من أهم المحميات والمعالم البيئية في المنطقة، وهي أنشئت عام 1992 وتمتد من علو 1200 إلى 2000 متر عن سطح البحر، وتبلغ مساحتها 1000 هكتار وتمتاز بالتنوع البيولوجي فيها، إذ تحتوي على 39 نوعاً من الأشجار الحرجية، كما تضم 1058 نوعاً من النباتات منها 10 أنواع غير موجودة إلا في حرج إهدن، و 78 نوعاً من النبات الطبي و7 أنواع من السحلبيا، كذلك تضم 23 نوعاً من البرمائيات منها 4 أنواع من الضفادع و 19 نوعاً من الزواحف، وفيها 26 نوعاً من الحيوانات النادرة.
ويعشش في أرجاء المحمية 156 نوعاً من الطيور منها ما هو مهدد بالانقراض على الصعيدين العالمي والمحلّي وأبرزها النسر المبقّع الاعظم، النسر الإمبراطوري الأكبر، النسر الأوطي، طائر الصفرد، نسر البونيللي الموجود منه زوج واحد في المحمية من أصل 8 أزواج في العالم.

## الأماكن السياحيّة في داخل إهدن
المطل: عند مدخل إهدن الغربي

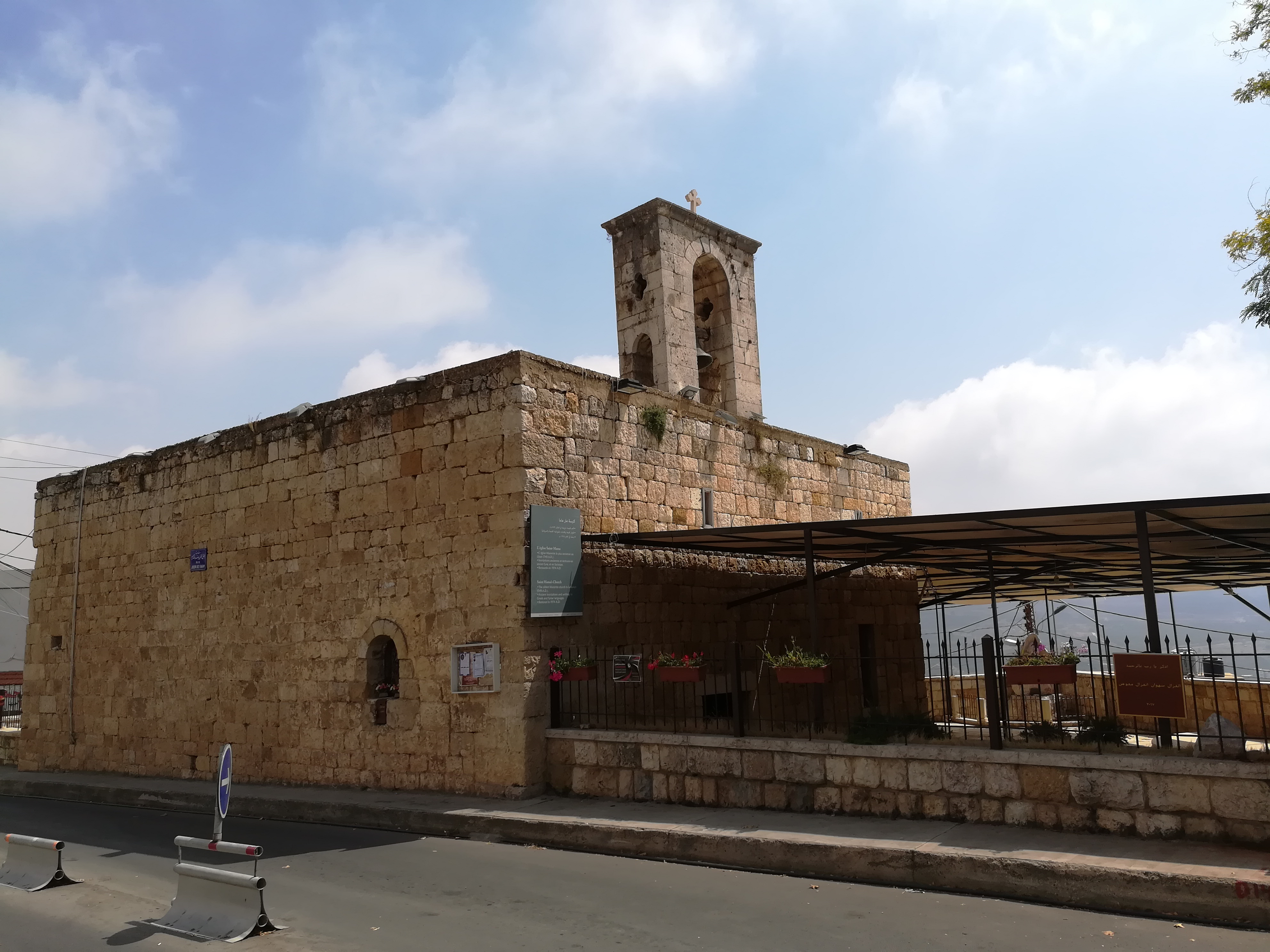
كنيسة مار ماما-إهدن- أقدم كنيسة مارونية في لبنان

الميدان: الساحة الرئيسية في قلب إهدن.
الكتلة: تلة صغيرة في وسط إهدن شيّدت فوقها كاتدرائية مار جرجس الرعائية وتمثال بطل لبنان يوسف بك كرم. تقع بالقرب من الميدان لناحية الجنوب.
نبع مار سركيس: يقع شرقي إهدن، ويتفجّر من اللّحف الغربي لجبل مار سركيس.
الدواليب: عند مدخل إهدن الجنوبي. سمّيت هكذا بالنسبة إلى شكل الطريق الذي يعبرها بشكل لولبيّ.
جبل سيّدة الحصن: يتّوج إهدن من ناحية الشمال الغربي، ويقع في موضع جغرافي مميّز للغاية.
تماثيل بعض عظماء إهدن:
أقامت إهدن تماثيل معدنية كبيرة لبعض كبار رجالاتها في الدين والتاريخ والوطنية والعلوم، وذلك تخليداً تذكراهم، ومثالا يحتزى للأجيال الجديدة.
- تمثال بطل لبنان يوسف بك كرم، تمثال العلاّمة البطريرك اسطفان الدويهي الكبير، تمثال العلاّمة الأب جبرائيل الصهيونين، الكنائس والأديرة والأبنية الأثرية.
الأماكن السياحيّة في جرود إهدن:
نبع جوعيت، حرش إهدن، نبع النواحير، بتليا، القرنة السوداء،

## مواقع خارجية
- موقع زغرتا - إهدن
- مؤسسة يوسف بك كرم